# فرودگاه ویلیامسون سودوس
فرودگاه ویلیامسون سودوس  (به انگلیسی: Williamson–Sodus Airport) یک فرودگاه همگانی باربری است که یک باند فرود آسفالت دارد و طول باند آن ۱۲۱۹ متر است. این فرودگاه در کشور ایالات متحده آمریکا قرار دارد و در ارتفاع ۱۲۹ متری از سطح دریا واقع شده است.